# Iliamna, Aljaska
Iliamna, Aljaska (енгл. Iliamna) насељено је место без административног статуса у америчкој савезној држави Аљаска.

## Демографија
По попису из 2010. године број становника је 109, што је 7 (6,9%) становника више него 2000. године.
| Група             | 2000.      | 2010.      |
| Белци             | 40 (39,2%) | 33 (30,3%) |
| Афроамериканци    | 0 (0,0%)   | 0 (0,0%)   |
| Азијати           | 0 (0,0%)   | 0 (0,0%)   |
| Хиспаноамериканци | 0 (0,0%)   | 4 (3,7%)   |
| Укупно            | 102        | 109        |